# John de Wolf
	Johannes Hildebrand "John" de Wolf, född 10 december 1962, är en nederländsk fotbollstränare och före detta professionell fotbollsspelare. Han spelade som mittback för fotbollsklubbarna Sparta Rotterdam, Groningen, Feyenoord, Wolverhampton Wanderers, VVV, Hapoel Ashkelon, Helmond Sport och Zwart-Wit '28 mellan 1983 och 2000. de Wolf vann ett ligamästerskap och fyra KNVB Cup. Han spelade också sex landslagsmatcher för det nederländska fotbollslandslaget mellan 1987 och 1994.
Efter den aktiva spelarkarriären har han arbetat för Zwart-Wit '28 (spelande tränare), RKSV Halsteren (tränare), SVV (tränare), Haaglandia (tränare), Türkiyemspor (tränare), Voorschoten '97 (tränare), WKE (tränare), Sliedrecht (tränare), Sparta Rotterdam (assisterande tränare och tränare), Excelsior Maassluis (tränare), GVVV (tränare), Spakenburg (tränare) och Feyenoord (assisterande tränare).